# ريصانة الجنوبية
ريصانة الجنوبية هي قرية مغربية شمال المملكة. تنتمي ريصانة الجنوبية لإقليم العرائش الساحلي. تضم هذه القرية 15.890 نسمة (إحصاء 2004).

## دواوير الجماعة القروية
- دوار اولاد يحيى
- اولاد مصباح
- دوار أولاد الكلاعي
- دوار 12